# 구르는 수레바퀴
"구르는 수레바퀴"는 2020년 개봉한 대한민국의 영화이다.

## 캐스팅
- 김명곤 : 혜진 역
- 이영석 : 도법 역
- 김준배 : 혜견 역
- 홍희용 : 혜용 역
- 손경원 : 젊은도법 역
- 정준영 : 혜승 역
- 박주용 : 행자 역
- 박민우 : 젊은 혜진 역
- 이진혁 : 소년 혜진 역
- 조현서 : 어린 혜진 역
- 고서희 : 강릉보살 역
- 정은경 : 신심보살 역
- 김한규 : 도법의 도반 역
- 김나윤 : 사무장 역
- 이지연 : 아이엄마 역
- 박웅선 : 법구스님 역
- 한상현 : 젊은스님 역
- 한보리 : 여대생 1 역
- 박순정 : 여대생 2 역
- 이상임 : 가게할머니 역
- 정광빈 : 고아원 원장 역
- 김민희 : 고아원 아이들 역
- 김요한 : 고아원 아이들 역
- 권혁진 : 고아원 아이들 역
- 이지훈 : 고아원 아이들 역
- 김기훈 : 어린 혜견 역
- 문 안드레이 : 혜견의 도반 역
- 민대식 : 비서 (목소리) 역
- 조서연 : 다비식아이들 역
- 조유빈 : 다비식아이들 역
- 문지혜안 : 다비식아이들 역
- 문지혜성 : 다비식아이들 역
- 박정원 : 군밤장수아들 역
- 박정후 : 군밤장수아들 역
- 서단비 : 거지 아이 역
- 장호준 : 거지 아이 역
- 정정희 : 불자할머니 역
- 김영옥 : 불자할머니 역
- 김옥순 : 불자할머니 역
- 엄석자 : 불자할머니 역
- 이옥이 : 불자할머니 역
- 신현미 : 불자 (목소리) 역
- 김영무 : 김만복 기자 역 (우정출연)
- 이현웅 : 군밤장수 역 (우정출연)